# 天草下島北部広域農道
天草下島北部広域農道（あまくさしもしまちくこういきのうどう）は、天草市から苓北町へつながる路線で、熊本県道44号本渡苓北線の大型車迂回ルートともされる。トンネル3つと蛇行した道がほぼ終点まで続く。
正式では「天草下島北部広域農道」と言われるが一部の標識は広域農道と略され、数年前の標識ではこの名前が表記されていた。

## 概要
- 起点：熊本県天草市本町新休(東向寺のすぐ近く。)
- 終点：熊本県天草郡苓北町志岐平山地区(熊本県道44号本渡苓北線交点）
- 工事期間：1973年（昭和48年）6月から1979年（昭和54年）4月まで
- 供用開始日：1979年（昭和54年）4月12日
- 幅員：7.5m
- 距離：13.12km
- 面積：1,339ha

## 通過する市町村
- 天草市
- 天草郡苓北町

## 接続する県道
- 熊本県道44号本渡苓北線（天草市本町新休、天草郡苓北町志岐平山）
- 基幹林道苓北天草線（天草郡苓北町坂瀬川地内）

## 周辺観光地
- 仏木坂（苓北町史跡）
- 龍の首観音
- 水の元観音

## 備考
- この広域濃度は3市町（現在は天草市と天草郡苓北町のみ）の市町道でつながっている。
- その昔、広域農道の中腹にあるトンネルに幽霊が出ると言う噂が流れた事がある.